# 四氯合铁(III)酸四乙基铵
四氯合铁(III)酸四乙基铵是一种配位化合物，化学式为(N(C2H5)4)FeCl4，或简写为(Et4N)FeCl4。它可由四乙基氯化铵和三氯化铁在乙醇中反应得到，它在四氢呋喃中可以结晶。(Et4N)2[Fe2S2Cl4]和氯化氢反应，也能得到该化合物。它和硝酸银在dppa存在下反应，可以得到[Ag3(μ-Cl)(μ3-Cl)(μ-dppa)3][FeCl4]。